# Controverses liées à François Mitterrand
Les controverses liées à François Mitterrand sont l'ensemble des affaires politiques, des affaires politico-financières et des controverses liées à François Mitterrand.

## Avant la Seconde Guerre mondiale

### Proximité avec l'extrême-droite
Les relations entre François Mitterrand et l'extrême droite ont défrayé la chronique en particulier dans les années 1990, notamment avec la parution en 1994 du livre de Pierre Péan, Une jeunesse française. L'auteur évoque la jeunesse du futur président durant les années 1930 et les années 1940 dans des mouvements d'extrême droite comme l'Action Française ou la Cagoule.

## Seconde Guerre mondiale

### Travail au sein de l'administration de Vichy
Pierre Péan, dans Une jeunesse française, révèle plusieurs activités menées par François Mitterrand au sein du régime de Vichy. Avant lui, Franz-Olivier Giesbert, dans son livre François Mitterrand ou la tentation de l'histoire (1977) avait décrit, entre autres, le parcours de Mitterrand à l'époque de Vichy, dans de moindres détails. Péan rend publique une photographie montrant Mitterrand recevant une décoration de Philippe Pétain.

## Quatrième République

### Affaire des fuites
L'affaire des fuites est une affaire de fuites de secrets militaires français qui éclate en 1954. François Mitterrand fait l'objet d'attaques, infondées, de la part de la droite radicale, qui l'accuse d'avoir transmis au Parti communiste français des secrets relatifs à la sécurité nationale. Si François Mitterrand est innocent, l'épisode met en danger sa carrière politique.

### Rôle dans l'exécution de condamnations à mort
François Mitterrand est garde des Sceaux durant la guerre d'Algérie. Entre 1956 et 1957, il reçoit des recours en grâce des membres du FLN condamnés à mort. Il décide de ne répondre favorablement qu'à 20 % de leurs recours, et de laisser « la justice suivre son cours » pour les 80 % autres. Cela revient à confirmer la condamnation pour les quarante-cinq condamnés à mort pour terrorisme, membres du Front de libération nationale,. La culpabilité de certains de ces exécutés (Badèche ben Hamdi, Fernand Iveton) est aujourd'hui remise en cause.
François Mitterrand reconnaît à la fin de sa vie qu'il n'aurait pas dû laisser la justice aux mains des tribunaux militaires de l'Algérie française durant la guerre d'Algérie, et que la mesure qu'il avait signée (décret du 17 mars 1956) avait eu pour conséquence une augmentation du nombre de peines capitales prononcées. Il déclare ainsi : « J'ai commis au moins une faute dans ma vie, celle-là ».

### Attentat de l'Observatoire
L'attentat de l'Observatoire est un attentat mené contre François Mitterrand en 1959. Dans les jours qui précèdent, Robert Pesquet approche François Mitterrand et l'informe qu'un attentat contre lui est en préparation, et donne conseil à celui qui est alors sénateur de se prémunir d'une attaque terroriste. Mitterrand revoit Pesquet plusieurs fois, jusqu'au jour qui doit être celui de l'attentat. Mitterrand échappe de peu à des coups de mitraillette. Peu de temps plus tard, Pesquet avoue dans les colonnes de Rivarol avoir organisé l'attentat, et soutient que Mitterrand l'aurait machiné avec lui afin de gagner en visibilité auprès de l'opinion publique.
Mitterrand est traduit en justice une fois son immunité parlementaire levée. François Mitterrand est inculpé pour « outrage à magistrat », avant qu'une loi d'amnistie prise par le gouvernement Pompidou ne close les poursuites en 1966, empêchant un jugement d'avoir lieu. La responsabilité du futur président est aujourd'hui inconnue. L'historien Michel Winock soutient qu'il s'agissait d'un coup monté et que Mitterrand n'était pas un co-comploteur dans l'attentat.

## Cinquième République

### Affaire des Irlandais de Vincennes
L'affaire des Irlandais de Vincennes est la première crise médiatique de la présidence de François Mitterrand. Après l'attentat de la rue des Rosiers le 9 août 1982, le président crée une cellule antiterroriste, installée à l’Élysée auprès de la présidence. Il en confie la direction au commandant du GIGN, Christian Prouteau. Le 29 août, l'Élysée annonce l'arrestation des coupables, trois Irlandais par ailleurs probablement affiliés à l'IRA, par des membres ou anciens membres du GIGN emmenés par Paul Barril. Lorsqu'il est prouvé que ce sont les gendarmes qui ont apporté eux-mêmes des explosifs dans l'appartement de Vincennes et des armes, qui avaient été confiées à l'un d'eux par Michael Plunkett, un des trois Irlandais.
Seul Christian Prouteau a été mis en examen dans cette affaire en 1991. Tout d'abord condamné à quinze mois de prison avec sursis, il est blanchi quelques mois plus tard par la cour d'appel.
Cependant, en août 1992, Paul Barril perd le procès en diffamation qu'il avait intenté contre Le Monde pour un article d'Edwy Plenel relatant son rôle dans cette affaire. Fait rarissime dans un jugement en diffamation, le tribunal de Paris estime alors que le journaliste a apporté la preuve de ses écrits et se prononce sur le fond en désignant le coupable : « L'opération des Irlandais n'a été de bout en bout qu'un montage réalisé par le capitaine Barril ». En outre, en 1992, le juge Madre, chargé d'examiner la plainte contre X déposée par l'avocat des trois Irlandais, découvre dans des malles de Christian Prouteau, cachées dans un box à Plaisir (Yvelines), une boîte d'archives consacrée aux Irlandais de Vincennes. Il s'agit de notes confidentielles adressées à François Mitterrand.

### Affaire des écoutes de l'Élysée
Entre 1983 et 1986, François Mitterrand fait écouter illégalement par la cellule antiterroriste de l'Élysée plusieurs dizaines de personnalités. Certaines personnes écoutées car elles souhaitaient faire chanter le président sur sa vie privée, d'autres à des fins antiterroristes. L'écrivain Jean-Edern Hallier, qui menaçait d'enlever sa fille Mazarine Pingeot, et le journaliste Edwy Plenel, qui avait révélé l'affaire du Rainbow Warrior, sont notamment placés sur écoute.

### Affaire du Rainbow Warrior
L'affaire du Rainbow Warrior est une affaire liée au monde du renseignement. François Mitterrand demande au ministre de la Défense, Charles Hernu, de s'assurer que le Rainbow Warrior I, un bateau de l'association Greenpeace, n'empêche des essais nucléaires français dans l'océan Pacifique. La Direction générale de la sécurité extérieure fait exploser le navire dans la baie d'Auckland, tuant un photographe. La responsabilité de François Mitterrand est aujourd'hui floue quant à savoir si François Mitterrand aurait donné son « autorisation personnelle » à l'amiral Pierre Lacoste, pour mener une opération de neutralisation, sans que le détail ne lui soit donné.

### Affaire du Carrefour du développement
L'affaire du Carrefour du développement est une affaire politico-financière au cours de laquelle des membres du Parti socialiste ont des fonds publics ayant transité dans une association loi de 1901 pour organiser un sommet international à des fins autres. L'affaire éclate durant la première cohabitation, lorsque Charles Pasqua accuse l'ancien ministre de la Coopération, Christian Nucci, en charge de l'association, d'avoir détourné des fonds publics au profit du Parti socialiste et à des fins personnelles. François Mitterrand essaie de protéger Christian Nucci, mais le scandale enfle.

### Soutien supposé au Front national
Plusieurs observateurs ont considéré que François Mitterrand a soutenu (« institutionnalis[é] » selon Edwy Plenel) le Front national dans les années 1980, afin de contrer le RPR et d'empêcher ainsi la défaite de la gauche aux élections de 1986. Il aurait utilisé le moyen de la proportionnelle intégrale, une des 110 propositions de son programme électoral, appliquée dès 1985, au lendemain des élections cantonales ratées pour la gauche. Ce calcul est même assumé, y compris par le PS, le chef de l'État ayant déclaré préférer quelques députés FN que le retour de la droite,,.

### Financement du PS et des campagnes présidentielles
En 1990, la mort de deux ouvriers d'un chantier de construction révèle un système de financement occulte du Parti socialiste mis en place en 1973. Le système reposait sur la facturation de prestations fictives, en contrepartie d'attributions de marchés publics. L'argent était reversé au PS et à des personnalités politiques et aurait financé les deux campagnes présidentielles de François Mitterrand. L'ancien trésorier du parti, Henri Emmanuelli, sera notamment condamné en 1997.

### Cancer caché
François Mitterrand apprend à la fin de l'année 1981 qu'il souffre d'un cancer de la prostate. Si la maladie se résorbe à partir de 1984, elle se réveille à nouveau en 1990. Ce cancer est gardé secret jusqu'à son opération chirurgicale en 1992, et la date réelle à laquelle il a appris l'existence de son cancer est révélée une dizaine de jours après sa mort en 1996 dans un livre de son ancien médecin, Claude Gubler, qui indique que le chef de l’État lui ordonnait de falsifier ses bulletins de santé.

### Implication dans la Françafrique
Comme ses prédécesseurs, François Mitterrand maintient la cellule africaine de l’Élysée, chargée de la coordination et de la détermination de la politique étrangère de la France en Afrique.
Le fils de François Mitterrand, Jean-Christophe, aurait été impliqué dans des réseaux françafricains liés à ceux de Charles Pasqua.
Dans l'ouvrage intitulé Mitterrand l'Africain ?, l'essayiste congolais Gaspard-Hubert Lonsi Koko reste catégorique : « Si l’on admet l’hypothèse selon laquelle la continuité dans les relations franco-africaines tire son origine dans la vision mitterrandienne, alors on ne doit pas forcément être surpris de la fidélité de François Mitterrand à ses principes et convictions : à savoir aucune possibilité de relâchement des relations entre la France et l’Afrique – celles-ci devant maintenir les schémas du passé ».

### Accueil de Georges Habache sur le territoire français
En 1992, l'hospitalisation en France de Georges Habache, membre éminent de l'Organisation de libération de la Palestine, provoque de vives réactions dans le monde politique français, tandis que l'opposition nationale et Israël protestent contre l'accueil en France d'un « chef terroriste aussi cruel ».

### Action lors du génocide au Rwanda
Le rôle du pouvoir français et de François Mitterrand dans le génocide de 1994 a été longtemps controversé. Le droit d'accès aux archives en relation avec l'implication de la France au Rwanda a été concrétisé par une décision du Conseil d’État de juin 2020. Une commission d'enquête historique, appelée Commission française d’historiens sur le rôle de la France au Rwanda, ou « commission Duclert », est mise en place par le président Emmanuel Macron.
Le rapport final publié le 26 mars 2021 conclut que « rien dans les archives consultées ne vient [...] démontrer » que la France ait été complice de génocide, ou ait eu la volonté de s'associer au génocide. En revanche, la France s'est « longtemps investie au côté d'un régime qui encourageait des massacres racistes », et est « demeurée aveugle face à la préparation d'un génocide par les éléments les plus radicaux » du régime. De ce fait, « elle a réagi tardivement avec l'opération Turquoise, qui a permis de sauver de nombreuses vies, mais non celles de la très grande majorité des Tutsi du Rwanda ». Par conséquent, « la recherche établit [...] un ensemble de responsabilités, lourdes et accablantes ».

### Suicide de Pierre Bérégovoy
Mis en cause pour avoir accepté un prêt non remboursé de Roger-Patrice Pelat, ami intime et controversé du Président, Pierre Bérégovoy, se sentant abandonné et responsable de la défaite de la gauche aux élections législatives de 1993, se suicide le 1er mai 1993. Aux obsèques de Bérégovoy, François Mitterrand stigmatise les médias, leur faisant porter la responsabilité du suicide, ce que dénoncent plusieurs publications,,,.

### Suicide de François de Grossouvre

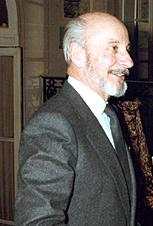
François de Grossouvre, retrouvé mort à l'Élysée en 1994.

Ami proche de Mitterrand, parrain des Pingeot, François de Grossouvre, qui dispose d'un bureau à l'Élysée, éprouve une haine grandissante à l'égard de Mitterrand en raison de sa politique et du fait qu'il l'a progressivement mis à l'écart. Devenu paranoïaque, dépressif et parlant depuis plusieurs jours de se suicider, il est retrouvé mort à l'Élysée le 7 avril 1994 après s'être tiré une balle dans la tête.

### Reconnaissance du rôle des forces de l'ordre sous Vichy
Dans une série d'entretiens avec le journaliste Jean-Pierre Elkabbach, à propos de la demande de reconnaissance du rôle des forces de l'ordre française dans la Rafle du Vel d'Hiv, il estime que "La France n'a pas à s'excuser" et il considère que c'est une "demande excessive, de gens qui ne sentent pas profondément ce que c'est que d'être français, l'honneur d'être français et l'honneur de l'histoire de France". Concernant ces polémiques, Mitterrand évoquera, d'après Jean D'Ormesson, "l'influence puissante et nocive du lobby juif en France".